# Oscar Mischiati
Oscar Mischiati (Bologna, 11 luglio 1936 – Gazzaniga, 14 aprile 2004) è stato un musicologo italiano.

## Biografia
Nato a Bologna da Gino ed Elvira Castellari, si dedicò in giovane età allo studio della musica e contemporaneamente agli studi storico-musicali, laureandosi nel 1960 in filosofia all'Università di Bologna con una dissertazione su "L'estetica musicale barocca". Dal 1960 al 1963 è stato docente di letteratura poetica e drammatica al Conservatorio di Bolzano e assistente di storia della musica all'Università di Bologna (1961-1963).
Nel 1961 fu insignito della A. Davison Memorial Medal for Musicology; dal 1964 al 2002 ha ricoperto l'incarico di bibliotecario al Conservatorio di Bologna. Nel 1980 la Fabbriceria della Basilica di San Petronio gli affidò la cura del suo archivio musicale, di cui egli attuò un primo riordinamento.
Ispettore onorario presso la Soprintendenza alle Gallerie di Bologna e membro delle Commissioni per la tutela degli organi artistici dell'Emilia-Romagna e della Lombardia, è stato condirettore dei Monumenti di Musica Italiana e membro del Consiglio di redazione della collezione Catalogus musicus dell'Associazione Internazionale delle Biblioteche musicali.
Nel 1960 fu membro del comitato di redazione della rivista L'Organo, diretto da Luigi Ferdinando Tagliavini e Clemente Lunelli, sostituendo quest'ultimo a partire dal 1967.
Fu giornalista e critico musicale per Avvenire e il Giornale (1977-82).
Mischiati fu autore di innumerevoli regesti, trattati, monografie, edizioni critiche di musica antica, ricerche, prestando la sua sconfinata conoscenza per consulenze e pareri.
Con Tagliavini, è stato, dopo Renato Lunelli, il secondo esponente dell'Orgelbewegung in Italia, movimento che si prepone il restauro e la valorizzazione di organi antichi secondo criteri storici.
Muore a Gazzaniga, durante una consulenza di restauro.
La biblioteca personale di Mischiati è conservata presso la Collezione Tagliavini di strumenti musicali nel complesso di san Colombano in Bologna.